# Кызылжар (Мартукский район)
Кызылжар (каз. Қызылжар, до 2009 г. — Андреевка) — село в Мартукском районе Актюбинской области Казахстана. Административный центр Кызылжарского сельского округа. Код КАТО — 154647100.
В период 2009 — 2015 годов имело статус аула. 

## Население
В 1999 году население села составляло 782 человека (379 мужчин и 403 женщины). По данным переписи 2009 года, в селе проживал 641 человек (318 мужчин и 323 женщины). 